# Christofer Fjellner
Christofer Fjellner (ur. 13 grudnia 1976 w Västerås) – szwedzki polityk, deputowany do Parlamentu Europejskiego VI, VII i VIII kadencji.

## Życiorys
Ukończył studia politologiczne i w zakresie finansów publicznych, kształcił się na Uniwersytecie w Uppsali i na Uniwersytecie w Lund. Był pracownikiem naukowym i urzędnikiem w szwedzkim stowarzyszeniu pracodawców. Od 2001 prowadził własną działalność gospodarczą, m.in. w dziedzinie public relations.
Zaangażował się w działalność polityczną w ramach centroprawicowej Umiarkowanej Partii Koalicyjnej. Był przewodniczącym organizacji młodzieżowej tego ugrupowania (2002–2004). Kierował też Nordisk Ungkonservativ Union, regionalnym zrzeszeniem młodzieżówek. Od 1998 do 2002 zasiadał w radzie gminy Enköping i regionu Uppsala.
W 2004 został wybrany eurodeputowanym, w PE VI kadencji pracował w Komisjach Kontroli Budżetowej i Handlu Międzynarodowego, zasiadał w grupie EPP-ED. W wyborach europejskich w 2009 i 2014 skutecznie ubiegał się o reelekcję, wykonując mandat europosła do 2019.
W 2022 wszedł w skład zarządu miejskiego w Sztokholmie jako przedstawiciel opozycji, objął funkcję pierwszego zastępcy burmistrza.